# Personalaufwandsquote
Die Personalaufwandsquote ist eine betriebswirtschaftliche Kennzahl, die den in der Gewinn- und Verlustrechnung ausgewiesenen Personalaufwand in ein Verhältnis zu Gesamtleistung oder Umsatzerlösen eines Unternehmens setzt.

## Allgemeines
In den meisten Unternehmen spielt der Personalaufwand eine gewichtige Rolle. Deshalb ist es für das Personalcontrolling und für externe Analysten (Ratingagenturen, Kreditinstitute) von Bedeutung, anhand von Kennzahlen die Bedeutung der Personalkosten für ein Unternehmen zu ermitteln. Anhand dieser auch als Personalkostenquote bezeichneten Kennzahl kann sich ein Unternehmen mit anderen Unternehmen seiner Branche vergleichen, um zu erkennen, ob Wettbewerber ihre Leistung mit weniger Personalaufwand erzielen. Die Personalaufwandsquote lässt auch Rückschlüsse auf das Lohnniveau sowie die Fixkostenbelastung und somit die finanzielle Flexibilität des Unternehmens in Zeiten schwankender Beschäftigung zu. Die Personalaufwandsquote ist ein Maßstab für die Produktivität und Effizienz in einem Unternehmen.

## Ermittlung
Um die Personalaufwandsquote zu berechnen, teilt man den Personalaufwand (aus der Gewinn- und Verlustrechnung) durch die Gesamtleistung oder Umsatzerlöse des Unternehmens:
{\displaystyle \mathrm {Personalaufwandsquote} ={\frac {\mathrm {Personalaufwand} }{\mathrm {Gesamtleistung} }}}.
Unternehmen mit Personalkostenquoten von mehr als 50 % der Gesamtleistung oder Umsatzerlöse nennt man personalkostenintensive Unternehmen.
Eine hohe Personalkostenquote bedeutet einen hohen Fixkostenanteil; das Unternehmen kann dadurch in eine Unternehmenskrise geraten, weil wegen der auftretenden Kostenremanenz Gewinne zurückgehen oder gar Verluste auftreten. Während etwa Materialkosten als überwiegend variable Kosten bei sinkenden Umsätzen weitgehend automatisch rückläufig sind, müssen die Gehälter weiter gezahlt werden.

## Maßnahmen
Möglichkeiten zur Senkung der Personalaufwandsquote bestehen zum einen durch die Steigerung der Umsatzerlöse und zum anderen durch Outsourcing, also der Auslagerung von Tätigkeiten des Unternehmens. Hierdurch wird die Fertigungstiefe verringert. Tariflohnsteigerungen können unter Umständen nicht sofort oder wettbewerbsbedingt gar nicht in die Verkaufspreise überwälzt werden. Positiven Einfluss auf die Personalaufwandsquote hat eine systematisch betriebene Unterbesetzung, eine vorhandene Überbesetzung führt zur Verschlechterung der Quote.